# 영희야놀자
문화기획집단 영희야 놀자는 여성들의 시선을 통해 세상을 바라보고 해석하며 영상을 통해 관객과 소통 하고자 하는 여성들이 모여 만든 문화기획집단이다. ‘영희’는 집단 구성원 자체를 뜻하기도 하고 말 걸고 싶은 보통 여자들을 뜻한다. 여기서 ‘세대’는 물리적 나이가 아닌 서로의 경험과 감수성을 공감할 수 있는 마음의 세대이다. 주로 다큐멘터리 작업을 하고 있으며, 여성 국극의 역사를 다룬 다큐멘터리 <왕자가 된 소녀들>과 강남 하우스푸어의 삶을 다룬 <모래>를 제작했다.

## 연혁
- 2008년 4월 결성
- 2008년 국사편찬위원회 구술자료수집 공모 당선

“1950~60년대 ‘여성 국극’ 출연 배우, 관련자들의 생애사와 관객들의 관람 경험” 인터뷰 진행
- 2009년 장편 다큐멘터리 <왕자가 된 소녀들> 영화진흥위원회 2009년 제작지원작 선정
- 2009년 장편 다큐멘터리 <왕자가 된 소녀들> 서울영상위원회 2009년 제작지원작 선정
- 2010년 국사편찬위원회 구술자료수집 공모 당선

“1970~80년대 한국 고도성장기 중동의 이주 노동자들의 생애사와 노동 경험” 인터뷰 진행
- 2010년 중편 다큐멘터리 <모래> 인디다큐 페스티벌&미디액트 ‘봄’ 프로젝트 지원작 선정
- 2012년 여성•아동•장애인 성폭력 피해자 증인보호와 그 실현 연구’ 프로젝트 중 성인여성 대 상 증인 안내 비디오 ‘모모씨 증언하러 법정가다’ 제작(주관: 아시아여성학센터, 한국성폭력상 담소, 장애여성공감)

## 활동

### 영화
- 2010년~2011년 중편 다큐멘터리 <모래> (연출: 강유가람) 제작
- 2011 인디다큐페스티벌 심사위원특별언급
- 2011 전주국제영화제 한국단편경쟁 초청
- 2011 DMZ국제다큐멘터리영화제 한국경쟁 최우수다큐상
- 2011 서울독립영화제 단편경쟁 초청
- 2011 인도네시아 다큐 영화제Komunitas Dokumenter 초청
- 2012 부산국제단편영화제 다큐멘터리상 수상
- 2012 인도첸나이여성영화제 초청
- 2008년~2012년 장편 다큐멘터리 <왕자가 된 소녀들> (연출 : 김혜정 ) 제작
- 2011 제천국제음악영화제 한국음악영화의 오늘 부분
- 2012 서울국제여성영화제 새로운 물결 부문
- 2012 서울LGBT영화제 폐막작 -2012 서울노인영화제 특별상영
- 2012 인천여성영화제
- 2012 제주여성영화제
- 2012 인도첸나이여성영화제 초청

## 멤버
김신현경, 김혜정, 강유가람, 피소현, 홍혜미, 이은 ￼